# 洪啟華
洪啟華（Hong Chi-hua，？—），是一名舉重運動員，旅居於菲律賓，曾代表中華民國參加1954年、1958年兩屆亞洲運動會，並獲得1954年亞洲運動會舉重比賽男子重量級銀牌。